# Yeremi Pino
Yeremi Jesús Pino Santos, znany również jako Yéremy (ur. 20 października 2002 w Las Palmas) – hiszpański piłkarz występujący na pozycji skrzydłowego w hiszpańskim klubie Villarreal CF oraz reprezentacji Hiszpanii.

## Kariera klubowa
Swoją karierę rozpoczynał jako dziecko w lokalnym klubie Barrio Atlántico. W 2011 przeniósł się do AD Huracán z Las Palmas de Gran Canaria, w którym występował do 2014. W tym samym roku dołączył do akademii najbardziej znanego klubu z tej miejscowości – UD Las Palmas. W lipcu 2016 przeniósł się do CD Roda z Vila-real, który ściśle współpracuje z Villarreal CF. W 2019 trafił do trzeciej drużyny Villarreal CF.
W rozgrywkach seniorskich zadebiutował 24 sierpnia 2019, wchodząc w drugiej połowie za Fera Niño i zdobywając trzecią bramkę w wyjazdowym, wygranym 0:3 meczu Tercera División z Recambios Colón CD. Po zakończeniu sezonu 2019/2020, Pino został przeniesiony do drugiej drużyny Villarealu CF, występującej w Segunda División B. Jednak ówczesny trener Villareal CF, Unai Emery, postanowił sprawdzić zawodników drugiej drużyny i tak Pino został ostatecznie włączony do pierwszej drużyny, grającej w La Liga.
Yéremy zadebiutował w pierwszej drużynie 22 października 2020, zastępując w 79. minucie Francisa Coquelina w wygranym 5:3 meczu Ligi Europy UEFA z tureckim Sivassporem. Debiutancki mecz w La Lidze rozegrał 3 dni później, 25 października 2020, w wyjazdowym, zremisowanym 0:0 meczu z Cádiz CF, kiedy pojawił się na boisku wchodząc z ławki, za Paco Alcácera.

## Kariera reprezentacyjna
Juniorski i młodzieżowy reprezentant Hiszpanii. Występował w reprezentacjach do lat 16., 17., 18. i 21.
W seniorskiej reprezentacji zadebiutował 6 października 2021, w meczu półfinałowym Ligi Narodów UEFA, przeciwko Włochom.